# Sune Jonsson
Sune Jonsson (født 20. december 1930 i Nyåker, Nordmalings kommune i Ångermanland, død 30. januar 2009 i Umeå) var en svensk fotograf og forfatter.
Sune Jonsson studerede blandt andet etnologi og litteraturhistorie ved Uppsala Universitet og blev kandidat herfra i 1961. Han var derefter medarbejder ved Sveriges Radio 1962–1965.
Fra 1968 arbejdede han som etnolog og fotograf ved Västerbottens museum i Umeå.

## Priser og udmærkelser
- ABF:s litteraturpris(1970)
- De Nios Stora Pris(1972)
- Stora Fotografpriset fra Foto (tidskrift) (1981)
- Hasselbladsprisen (1993)
- LRF:s litteraturpris (1995)
- Filosofisk hædersdoktor ved Umeå Universitet (2001)
- Hedersledamot ved Norrlands Nation i Uppsala (2001)
- Svenska Fotobokspriset (2007)

## Links
- Sällskapet Sune Jonssons Vänner Arkiveret 5. februar 2009 hos  Wayback Machine
- Sune Jonsson i Libris (svensk)
- Leif Mattsson: Med blicken som svar från omkonst.com
- Bildspel med kommentarer av Sune Jonsson Arkiveret 15. juli 2014 hos  Wayback Machine från momentagency.com